# مواتوتوپوزا
مواتوتوپوزا (به انگلیسی: Muvattupuzha) یک منطقهٔ مسکونی در هند است که در بخش ارناکولام واقع شده‌است. مواتوتوپوزا ۱۳٫۱۸ کیلومتر مربع مساحت و ۳۰٬۳۹۷ نفر جمعیت دارد و ۱۵ متر بالاتر از سطح دریا واقع شده‌است.